# Stroh Austria
Koordinaten: 46° 36′ 5,7″ N, 14° 17′ 41,6″ O

Der Gründer Sebastian Stroh (1792–1852)

Inserat von Stroh (1864)

Likörfabrik und Dampfdestillerie Schmelzhütte (1911)

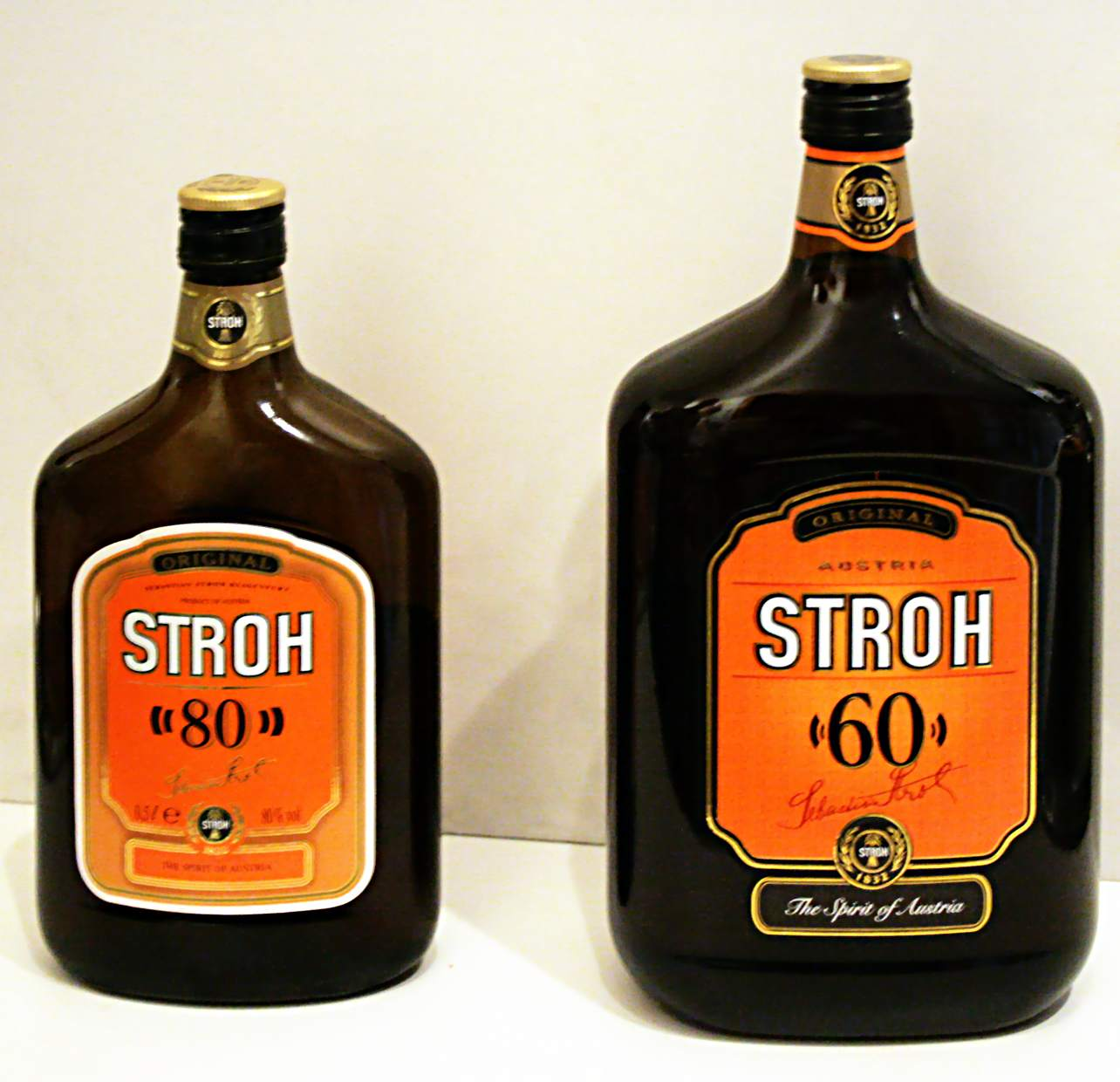
Stroh 80 mit altem Etikett und Stroh 60 im aktuellen Erscheinungsbild

Die Sebastian Stroh Austria GmbH ist ein österreichischer Spirituosenhersteller. Ihre wichtigste Marke ist STROH, unter der hauptsächlich STROH Inländer Rum (umgangssprachlich auch Stroh-Rum genannt) und STROH Jagertee verkauft werden.
Das Klagenfurter Unternehmen Stroh ist nach einem Management-Buy-out im Besitz von Harold Burstein und damit wieder ein eigenständiges Unternehmen. Der Exportanteil liegt bei etwa 75 Prozent, wobei der größte Teil nach Deutschland, Skandinavien und in die Benelux-Staaten geliefert wird. Die Zentrale befindet sich in der Strohgasse in Klagenfurt.

## Geschichte
Im Jahr 1832 begann Sebastian Stroh mit der gewerbsmäßigen Erzeugung von Likören und Edelbränden in Klagenfurt. Das Unternehmen erweiterte im Laufe des 19. Jahrhunderts seine Produktpalette und konnte auf der Weltausstellung Paris 1900 die große Goldmedaille entgegennehmen. Im Jahr 1926 konnte man von ca. 100 verschiedenen Bränden insgesamt 1,2 Millionen Flaschen abfüllen.
Im Jahr 1969 übernahm Hanno Maurer-Stroh in fünfter Generation das Familienunternehmen und konnte in den 1970er Jahren eine internationale Markenplatzierung erreichen. In den Jahren 1977 bis 1980 wurde der Klagenfurter Standort mit einer neuen Betriebsanlage erweitert.
Stroh expandierte 1990 bis 1992 durch Gründung von Tochterunternehmen in Ungarn und Rumänien stark im Osten Europas, in den folgenden Jahren avancierte Stroh zum bekanntesten österreichischen Markenartikel in Deutschland. Im Jahr 1994 wurden 10 Millionen Flaschen mit verschiedenen Bränden abgefüllt.
Einer strategischen Allianz mit dem Linzer Unternehmen Stock und dem deutschen Spirituosenunternehmen Eckes folgte im Jahr 1997 die Fusion von Stroh und Stock zur „Stock & Stroh GmbH“, die im Jahr 1998 in „Stock Austria GmbH“ umbenannt wurde. Nach der Übernahme durch das britische Unternehmen Stock Spirits Group Ltd. im Sommer 2007 erfolgte im August 2008 ein Management-Buy-out durch den langjährigen Geschäftsführer Harold Burstein.
Im Frühjahr 2025 gab Stroh bekannt, seine Produktionsstätte mit Jahresende aus Kostengründen in Klagenfurt zu schließen und nach Attnang-Puchheim zu verlagern. Die Zentrale soll weiterhin in Klagenfurt verbleiben.

## Produkte
Das bekannteste Stroh-Produkt ist STROH 80, ein Inländer-Rum mit 80 % vol Alkoholgehalt. Es wird hauptsächlich für Heißgetränke und Mehlspeisen verwendet. Daneben gibt es von Stroh auch Inländer Rums mit einem Alkoholgehalt von 40 % vol oder 60 % vol.
Ein weiteres wichtiges Produkt des Unternehmens ist STROH Jagertee mit 40 % vol Alkohol. In einem Inserat von 1864 ist ersichtlich, dass das Unternehmen bereits seit dem 19. Jahrhundert diese Spirituose (damals noch als „Jagdtrank“) verkauft. STROH Rum Punsch und Orangen Punsch gehören ebenfalls zum Sortiment.
Das Unternehmen produziert und verkauft darüber hinaus auch Schnäpse. Die zwei stärksten Sorten sind Williamsbirnen- und Marillenschnaps.

## Herstellung
Gemäß Anhang II, Kategorie 1, lit. a Nummer i) der Verordnung (EG) Nr. 110/2008 ist der gesamte Alkohol in STROH Inländer Rum ausschließlich Rum. Fremdalkohol oder Destillate (die nicht ausschließlich aus Zuckerrohr stammen) werden dem Produkt nicht zugesetzt. Seinen charakteristischen Geschmack erhält STROH Inländer Rum von der Inländerrumessenz, die ebenfalls aus in Österreich gebranntem Rumdestillat aus Zuckerrohr hergestellt wird. Die Destillation und Fertigstellung von STROH Inländer Rum finden ausschließlich in Österreich statt. Dies entspricht den Vorgaben des Österreichischen Lebensmittelbuches für Inländer Rum.